# Himalmartensus
Himalmartensus es un género de arañas araneomorfas de la familia Amaurobiidae. Se encuentra en Nepal.

## Especies
Según The World Spider Catalog 12.0:
- Himalmartensus ausobskyi Wang & Zhu, 2008
- Himalmartensus martensi Wang & Zhu, 2008
- Himalmartensus nepalensis Wang & Zhu, 2008